# 유부구
장사경왕 유부구(長沙頃王 劉鮒鮈, ? ~ 기원전 84년)는 중국 전한의 제후왕으로, 장사왕이다. 장사대왕 유용의 아들이다.
아버지가 장사대왕 27년 혹 장사강왕 28년(기원전 101년)에 죽자 그 뒤를 이어 장사왕이 됐다.
장사경왕 17년(기원전 84년)에 죽어 아들 장사날왕 유건덕이 뒤를 이었다.

## 가계
- 장사대왕 유용
  - 장사경왕 유부구
    - 장사날왕 유건덕
    - 고성절후 유량
    - 복양엄후(復陽嚴侯)[5] 유연년(劉延年)
    - 종무절후 유도
    - 고성절후(高城節侯) 유량(劉梁)

고성절후는 시원 6년(기원전 81년) 6월 을미일, 복양엄후 ~ 고성절후는 원강 원년(기원전 65년) 정월 계묘일에 봉해졌다.
고성절후 유량의 계보는 왕자후표에 시원 6년 6월 을미일, 원강 원년 정월 계묘일에 봉해진 것으로, 각각 소제·선제의 왕자후로서 두 번 확인된다. 판각 당시 어느 한쪽이 잘못 찍힌 것으로 보이나, 자세한 사항은 알 수 없다.